# 舟 (b-flowerの曲)
『舟』は、日本のネオアコ・バンドである b-flower のデビューシングル。1993年12月8日に東芝EMI より発売。

## 収録曲
1. 舟 (5:06)
  - 作詞・作曲：八野英史、編曲：外間隆史・冨田恵一 with b-flower
  - 3rd アルバム『World's End Laundry〜メルカトルのための11行詩〜』からのシングルカット。
2. ペニーアーケードの年 (3:19)
  - 作詞・作曲：八野英史、編曲：外間隆史・冨田恵一 with b-flower
  - 子供靴メーカーアキレス CMソング。ミニアルバム『Clover Chronicles I』からのカット。

## 備考
- 2010年現在、廃盤。